# Leff
 (septembre 2014).
Si vous disposez d'ouvrages ou d'articles de référence ou si vous connaissez des sites web de qualité traitant du thème abordé ici, merci de compléter l'article en donnant les références utiles à sa vérifiabilité et en les liant à la section « Notes et références ».
Le Leff est un cours d'eau français en région Bretagne, dans le département des Côtes-d'Armor, et un affluent de rive droite du Trieux. Autrefois frontière entre le Trégor et le Goëlo, cette rivière est aujourd'hui un symbole d'union : elle est au cœur de la nouvelle communauté de communes Leff Armor Communauté.

## Géographie
De 62,4 km de longueur, le Leff est un affluent droit du Trieux, qu'il rejoint à Frinaudour, entre Plourivo et Quemper-Guézennec.

## Villes traversées
- Châtelaudren, Lanvollon

## Hydrologie
Le débit moyen est de 2,8 m3/s à Quimper-Guézennec, avec une variation saisonnière entre 6,5 m3/s en février, et 0,53 m3/s en août d'après les mesures de la DREAL Bretagne moyennées sur 48 ans.

## Affluents
Le Leff possède plusieurs affluents dont :
- le ruisseau de Traou du ;
- le ruisseau de Poul Jaudour ;
- le Kerguidoué ;
- le Roz ;
- le Goazel ;